# Anastazja Mieszkówna
Anastazja (ur. przed 1164, zm. po 31 maja 1240) – księżniczka wielkopolska i księżna zachodniopomorska z dynastii Piastów.

## Życiorys
Córka księcia wielkopolskiego i zwierzchniego księcia Polski Mieszka III Starego i Eudoksji, córki wielkiego księcia kijowskiego Izjasława II. Żona księcia zachodniopomorskiego Bogusława I. Matka książąt zachodniopomorskich: Bogusława II i Kazimierza II.
W kwietniu 1177 Anastazja poślubiła niedawno owdowiałego Bogusława I. Małżeństwo to miało przypieczętować sojusz pomiędzy książętami: zachodniopomorskim i wielkopolskim. Mieszko III Stary zyskał wiernego sojusznika, który jako jedyny udzielił mu wsparcia, gdy ten został wygnany ze swoich posiadłości przez syna, Odona. Współpraca zięcia z teściem okazała się owocna, bo w 1181 książę-banita powrócił do dzielnicy gnieźnieńsko-kaliskiej, a nawet zajął dzielnicę poznańską, pokonując Odona.
Małżeństwo Anastazji i Bogusława I trwało bez mała dziesięć lat. 18 marca 1187 zmarł książę zachodniopomorski, pozostawiając żonę z dwoma niepełnoletnimi synami. Odtąd Anastazja pełniła rządy opiekuńcze wspierana w latach 1187–1189 przez kasztelana szczecińskiego Warcisława, a następnie do 1194/1198 przez księcia rugijskiego Jaromara I. Prawdopodobnie regencja córki Mieszka III Starego w księstwie zachodniopomorskim trwała aż do 1208.
Po śmierci synów 7 lipca 1224 za zgodą synowych wystawiła dokument fundacyjny żeńskiego klasztoru norbertanek w Trzebiatowie, który bogato uposażyła, nadając mu część swojej oprawy wiennej, otrzymanej po ślubie od męża: gród Trzebiatów oraz dwadzieścia siedem wsi. Zapewne w 1235 przybyły do Trzebiatowa norbertanki z klasztoru Betlejem z Fryzji. W roku wybudowania klasztoru Anastazja przeniosła się do niego, jednakże nie złożyła ślubów zakonnych. Ostatni raz wystąpiła publicznie 31 maja 1240, kiedy jej wnuk, Warcisław III, potwierdził na jej prośbę fundację klasztoru.
Zmarła po tej dacie i została pochowana w klasztorze Norbertanek w Trzebiatowie.

## Genealogia
| Bolesław III Krzywousty ur. 20 VIII 1086 zm. 28 X 1138 | Bolesław III Krzywousty ur. 20 VIII 1086 zm. 28 X 1138 |                                                    |                                                    | Salomea z Bergu ur. 1093–1101 zm. 27 VII 1144 | Salomea z Bergu ur. 1093–1101 zm. 27 VII 1144 |  |  | Izjasław II ur. 1096 zm. 13 XI 1154 | Izjasław II ur. 1096 zm. 13 XI 1154 |                                 |                                 | NN 1) ur. ? zm. 1151 | NN 1) ur. ? zm. 1151 |
|                                                        |                                                        |                                                    |                                                    |                                               |                                               |  |  |                                     |                                     |                                 |                                 |                      |                      |
|                                                        |                                                        |                                                    |                                                    |                                               |                                               |  |  |                                     |                                     |                                 |                                 |                      |                      |
|                                                        |                                                        | Mieszko III Stary ur. 1122/1125 zm. 13/14 III 1202 | Mieszko III Stary ur. 1122/1125 zm. 13/14 III 1202 |                                               |                                               |  |  |                                     |                                     | Eudoksja ur. ? zm. najwcz. 1187 | Eudoksja ur. ? zm. najwcz. 1187 |                      |                      |
|                                                        |                                                        |                                                    |                                                    |                                               |                                               |  |  |                                     |                                     |                                 |                                 |                      |                      |
|                                                        |                                                        |                                                    |                                                    |                                               |                                               |  |  |                                     |                                     |                                 |                                 |                      |                      |
|                                                        |                                                        |                                                    |                                                    |                                               |                                               |  |  |                                     |                                     |                                 |                                 |                      |                      |

|                                                         |                                                         | Bogusław I ur. najp. 1127 zm. 18 III 1187 OO IV 1177 | Bogusław I ur. najp. 1127 zm. 18 III 1187 OO IV 1177 | Anastazja Mieszkówna (ur. p. 1164 zm. po 31 V 1240) | Anastazja Mieszkówna (ur. p. 1164 zm. po 31 V 1240) |  |  |  |  |
|                                                         |                                                         |                                                      |                                                      |                                                     |                                                     |  |  |  |  |
|                                                         |                                                         |                                                      |                                                      |                                                     |                                                     |  |  |  |  |
|                                                         |                                                         |                                                      |                                                      |                                                     |                                                     |  |  |  |  |
| Bogusław II ur. 1178–1184 zm. 23 lub 24 I 1220 lub 1221 | Bogusław II ur. 1178–1184 zm. 23 lub 24 I 1220 lub 1221 | Kazimierz II ur. p. 1179 zm. 1219                    | Kazimierz II ur. p. 1179 zm. 1219                    |                                                     |                                                     |  |  |  |  |

| 1. córka Konrada III Hohenstaufa |

Opracowanie na podstawie: K. Jasiński, Rodowód pierwszych Piastów, Poznań 2004; K. Ożóg, S. Szczur (red.), Piastowie. Leksykon biograficzny, Kraków 1999; E. Rymar, Rodowód książąt pomorskich, Szczecin 2005.;Pomerania (ang.), genealogy.euweb.cz, [dostęp 2011-09-20]; Rurikids (ang.), genealogy.euweb.cz, [dostęp 2011-09-20].